# Take It from the Man!
Take It from the Man! je třetí studiové album americké psychedelicko-rockové kapely The Brian Jonestown Massacre. Po nahrávání jejich prvního alba Methodrone, ovlivněného žánrem shoegaze, které vyšlo v roce 1995 a vydáním alba Spacegirl & Other Favorites složeného z raných nahrávek, se kapela vrátila do stuida, aby nahrála album Take it from the Man!, které bylo silně ovlivněno zvukem britských garážových kapel šedesátých let. Nahrávání alba probíhalo v období listopadu 1995–února 1996. Po natočení celého alba nejmenovaným producentem, který nahrávku vyhodil, kapela znovu nahrála album s minimálním rozpočtem. Nahrávání probíhalo hlavně ve studiu Lifesouce v Emeryvillu v Kalifornii. Nové produkce se ujal Larry Thrasher, jehož tradiční "studiový" přístup k nahrávání byl BJM odmítnut, jelikož se kapela rozhodla pro osobitý zvuk, typický pro garážové kapely šedesátch let.
Psychedelicko - garážový rock na albu je často srovnáván s hudbou raných The Rolling Stones. Deska vyšla u Bomp! Records v květnu 1996 a je první ze tří dlouho hrajících desek vydaných v roce 1996, následováno albem Their Satanic Majesties' Second Request a trojici uzavírá Thank God for Mental Illness. Album bylo velice dobře přijato. Anton Newcombe album řadí mezi jeho nejoblíbenější, které kapela vydala během své existence.

## Pozadí vzniku
V roce 1995 kapela The Brian Jonestown Massacre vedena frontmanem Antonem Newcombem a společně s hudebníky: basistou Mattem Hollywoodem, kytaristou Deanem Taylorem, klávesistou Maraem Regalem, hráčem na akordeon Dawn Thomasem, bubeníkem Brianem Glazem a "mluvčím pro revoluci" Joelem Gionem vydává svém první album Methodrone ovlivněné stylem shoegaze. Přesto, že bylo album velice přívětivě kritiky přijato, kapela se už nikdy ke zvuku Methodronu na plno nevrátila. Ještě téhož roku vychází kompilace starších nahrávek z roku 1993.
Kapela hledá nový směr a pod vlivem britské rockové hudby šedesátých let začíná pracovat na albu Take it from the Man!. V poznámkách bookletu alba Take it from the Man! Newcombe žertovně popisuje koncepci alba:
"Já, Anton A. Newcombe, místopřísežně prohlašuji, že ke mě sestoupil ve studiu duch Briana Jonese a požádal mě, abych nahrál tuto desku. P.S. Také mě požádal, abych skopal prdel staroušům Micku Jaggerovi a Keithu Richardsovi, za to, že mu ukradli jeho kapelu, jeho dívku a peníze, za to, že ho nechali zavraždit, za to, že jsou rádi, že je mrtvý a za to, že to nejsou milí lidé."

## Nahrávání
Podle poznámek v bookletu alba Take it from the Man! byla deska nahrána "živě" v období mezi listopadem 1995 a únorem 1996 ve studiu Dance Home Studio a studiu Larryho Thrashera Lifesource Studio v Kalifornii, digitální úpravy probíhaly v hollywoodském studiu Music Box. Album bylo původně natočeno nejmenovaným producentem, který se dožadoval tří procentní tržby z prodeje alba. S tím Newcombe nesouhlasil a to producenta naštvalo natolik, že nahrávku téměř celou zníčil. Nového nahrávání se ujal Larry Thrasher.
Album bylo natočené během jednoho nahrávacího dne s minimálním rozpočtem. Nahrávek se účastnili: Newcombe, Dean Taylor (guitar), Matt Hollywood (bass) a Brian Glaze (drums), kytarista kapely Jeff Davies se nahrávání neúčastnil, protože dle slov Newcomebea byl v té době na drogách. Za něj zaskakovala ve studiu Newcombova přítelkyně.
Když kapela dorazila do studia, všichni byli velice překvapeni, protože Thrasher rozmístil šestnáct mikrofonů kolem bicí soupravy. Newcombe to komentuje slovy: "Zeptal jsem se ho. 'Co to sakra má bejt?' a on mi odpověděl, 'No, to je pro bicí soupravu…' a já mu řikám, 'My ale nepotřebujeme šestnáct mikrofonů pro bicí. Dej to pryč. Použijeme tři pro bicí a nahrávat se to bude živě a všechno najednou. Kytarový aparáty budou uprostřed, bicí budou tady, vezmeme si sluchátka a odehrajeme to.'Takže jsme to nahráli všechno a on se pak nakonci ve svym studiu, když se to celý mixovalo vytasil s různýma efektama a tak se ho znovu ptam 'K čemu je tohle všechno?' a on povídá, 'Nemůže být ve všech skladbách přece stejný zvuk' a já mu řikam, 'Kecy, v tom je právě to kouzlo,' chceme tam mít tenhle jeden zvuk."
Kapela nahrávala své následující album Their Satanic Majesties' Second Request (1996) společně s Take it from the Man!, avšak v jiném studiu a s jiným producentem. Newcombe vzpomíná: "nahrávání Take It from the Man probíhalo ve dne a nahrávání Their Satanic Majesties' Second Request v noci. Dělal jsem na tom souběžně. Dorazil jsem a nahrával v jendnom studiu, pak jsem šel na vlak a odjel do druhého, takže místo bezdomovectví jsem lítal mezi dvěma studii a točil dvě 18 písničkové desky naráz.

## Seznam skladeb
Všechny písně byly napsány a složeny kapelou The Brian Jonestown Massacre kromě skladeb "Straight Up and Down" and "Monster", kterou napsal Newcombe a Jeff Davies.
| Pořadí         | Název                                    | Délka |
| -------------- | ---------------------------------------- | ----- |
| 1.             | Vacuum Boots                             | 3:02  |
| 2.             | Who?                                     | 2:53  |
| 3.             | Oh Lord                                  | 3:20  |
| 4.             | Caress                                   | 2:30  |
| 5.             | (David Bowie I Love You) Since I Was Six | 3:24  |
| 6.             | Straight Up and Down                     | 4:30  |
| 7.             | Monster                                  | 3:16  |
| 8.             | Take It from the Man                     | 2:40  |
| 9.             | B.S.A.                                   | 4:32  |
| 10.            | Mary, Please                             | 4:10  |
| 11.            | Monkey Puzzle                            | 4:03  |
| 12.            | Fucker                                   | 2:12  |
| 13.            | Dawn                                     | 2:00  |
| 14.            | Cabin Fever                              | 7:56  |
| 15.            | In My Life                               | 2:22  |
| 16.            | The Be Song                              | 3:26  |
| 17.            | My Man Syd                               | 1:50  |
| 18.            | Straight Up and Down [long version]      | 11:07 |
| Celková délka: | Celková délka:                           | 69:13 |

## Obsazení
- Anton Newcombe – kytara, basa, klávesy, mellotron, bicí, zpěv
- Matt Hollywood – basa, kytara, zpěv
- Dean Taylor – kytara
- Jeffrey Davies – kytara
- Brian Glaze – bicí
- Joel Gion – perkuse
- Mara Keagle – kytara